# Malcolm Macheth, Earl of Ross
Malcolm Macheth, Earl of Ross (auch Máel Coluim mac Áeda; † 1168), war ein  schottischer Adliger und Rebell. Er ist der erste bekannte Angehörige der Familie Macheth.

## Herkunft
Über die Herkunft von Malcolm Macheth und den Grund seiner Rebellionen gegen König David I. gibt es unterschiedliche Theorien. Nach dem Chronisten Ordericus Vitalis war er ein unehelicher Sohn von König Alexander I., was aber in der neueren Forschung als sehr unwahrscheinlich gilt. Nach den Angaben von Aelred von Rievaulx, ein Chronist des Krieges von 1138, war er vermutlich ein Sohn von Angus, Earl of Moray. Nach John Fordun, einem Chronisten aus dem 14. Jahrhundert, behauptete Malcolm fälschlicherweise, ein Sohn von Earl Angus gewesen zu sein. Diese Angaben führten dazu, dass spätere Historiker Malcolm mit Bischof Wimund verwechselten, der ebenfalls als Nachfahre von Earl Angus gilt. Diese Theorien ignorieren aber alle den Beinamen Macheth. Deshalb gilt Malcolm in der neueren Forschung als Sohn von Aed (auch Heth; † vor 1130), der zu Beginn des 12. Jahrhunderts möglicherweise Earl of Ross war. Vielleicht war Malcolm auch mit Earl Angus verwandt, was aber nicht sicher belegt werden kann.

## Vom Rebell zum Earl of Ross
Möglicherweise rebellierte Malcolm Macheth bereits 1124 gegen den schottischen König David I. Mit Sicherheit gehörte er 1130 zu den Unterstützern von Angus, Earl of Moray, der als Nachfahre von König Lulach den Thron beanspruchte. Angus wurde mit seinen Unterstützern noch 1130 in einer Schlacht bei Stracathro besiegt und getötet. 1134 rebellierte Malcolm erneut gegen David I. Mit Hilfe von normannischen Adligen aus Nordengland, die ihn mit Soldaten und Schiffen unterstützten, konnte der König Malcolm besiegen und gefangen nehmen. Malcolm wurde nach Roxburgh Castle gebracht, wo er 23 Jahre lang als Gefangener blieb. Diese lange Haft für einen Rebellen war für die damalige Zeit sehr unüblich, denn Rebellen wurden in der Regel sofort hingerichtet. Möglicherweise war der Grund hierfür Malcolms Verwandtschaft zu Somerled, den der König nicht durch eine Hinrichtung von Malcolm gegen sich aufbringen wollte, oder seine doch berechtigten Ansprüche auf einen Titel oder gar den schottischen Thron.
Malcolm hatte mehrere Söhne. Diese unterstützten Ende 1254 ihren Onkel Somerled bei dessen Revolte gegen König Malcolm IV. Von den Söhnen geriet Donald 1156 bei Whithorn in Gefangenschaft. Er wurde wie sein Vater in Roxburgh eingekerkert. 1157 söhnte sich der König mit Malcolm Macheth aus und begnadigte ihn. Malcolm wurde ein loyaler Unterstützer des Königs, worauf er vor 1162 zum Earl of Ross erhoben wurde. Auf einer zwischen November 1160 und September 1162 datierten Urkunde werden die Mönche, die aus dem südschottischen Kloster Dunfermline nach Ross gekommen waren, unter Malcolms Schutz gestellt. Die Mönche standen im Gegensatz zu den traditionellen Culdeer und benötigten deshalb offenbar besonderen Schutz. Das genaue Todesdatum von Malcolm ist unbekannt. Nach seinem Tod ernannte König Wilhelm keinen neuen Earl of Ross.

## Nachkommen
Malcolm Machheth hatte vor 1130 eine Schwester von Somerled, dem Lord of Argyll geheiratet. Von seinen Söhnen ist nur Donald namentlich bekannt. Dieser hatte einen Sohn, Aed, sonst ist nach seiner Gefangennahme nichts von ihm bekannt. Auch von den weiteren Söhnen Malcolms ist nichts näheres bekannt. Hvarflod, eine Tochter von Malcolm, heiratete um 1196 in bigamer Ehe Harald Maddadsson, Earl of Orkney und Caithness.